# Dicționar

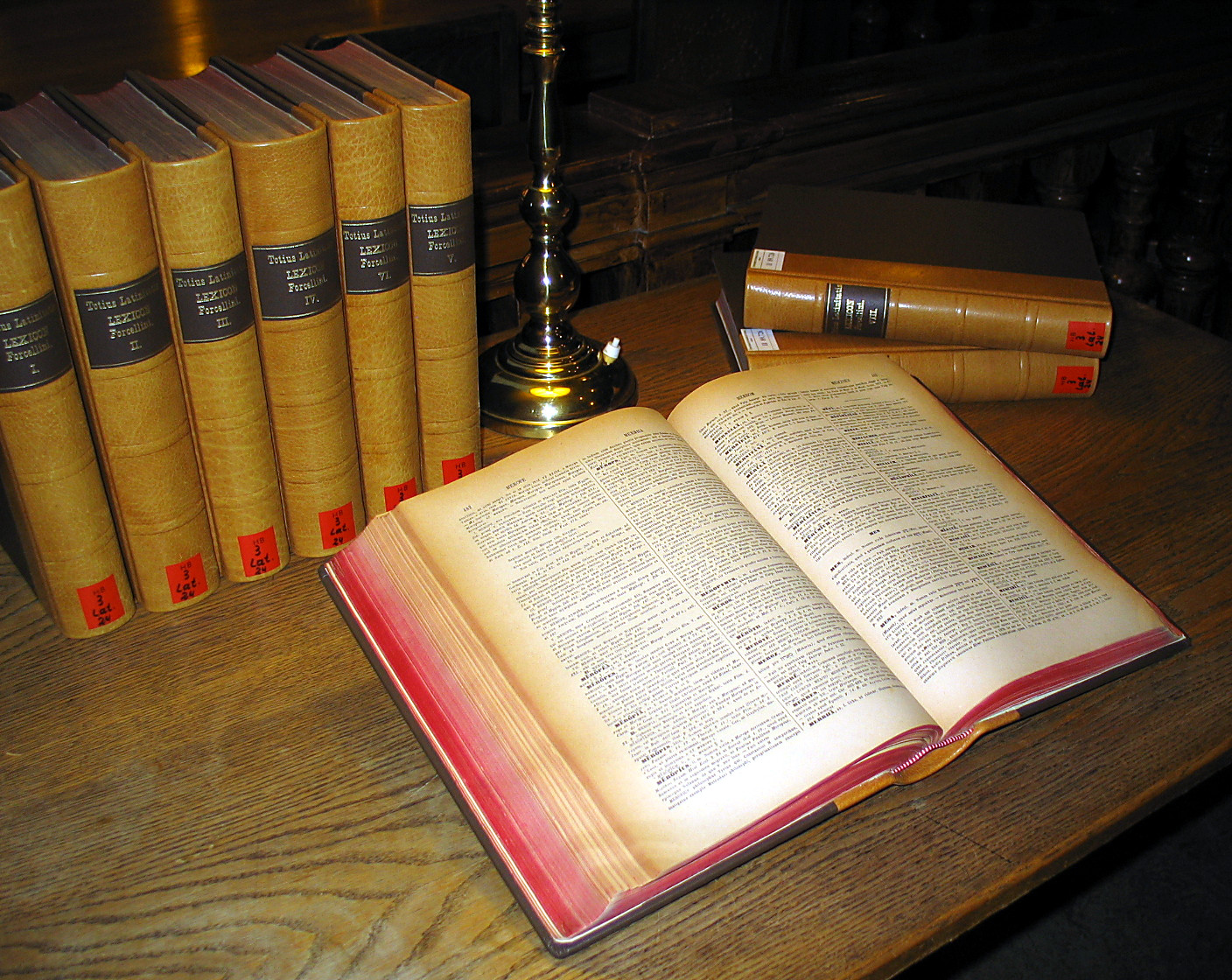
Dicționar de latină în mai multe volume

Un dicționar sau lexicon este o lucrare lexicografică care cuprinde o parte semnificativă dintre cuvintele unei limbi, ale unui dialect, ale unui domeniu al științei, literaturii, artei etc., așezate într-o anumită ordine (de obicei alfabetică), având în general definiția sensurilor cuvântului împreună cu pronunție, etimologie și alte informații, sau o listă de cuvinte însoțite de traducerile lor într-o altă limbă.
În multe limbi, printre care și limba română, cuvintele pot să aibă multe forme flexionare, dar majoritatea dicționarelor prezintă doar formă neflexionată în cuvintele-titlu.

## Clasificare
Cuvintele pot fi însoțite de:
- definiții (dicționar explicativ),

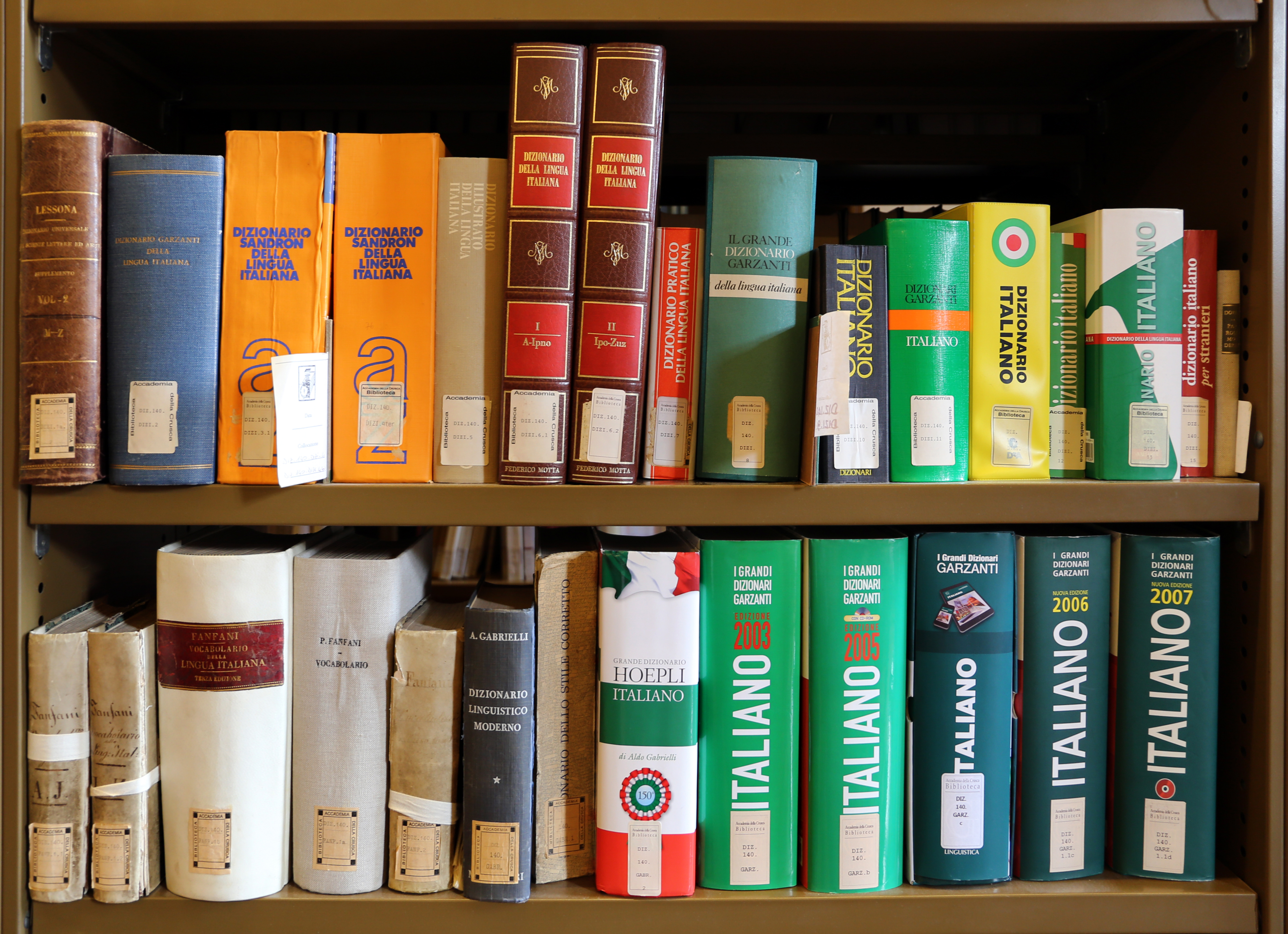
Dicționare

- indicații asupra originii lor, antonime, sinonime și alte informații de ordin lingvistic (dicționar etimologic, dicționar de antonime, dicționar de sinonime, dicționar ortografic, dicționar de regionalisme),
- un set de informații din multiple domenii ale științei și culturii (dicționar enciclopedic sau lexicon),
- informații dintr-un singur domeniu (dicționar istoric, dicționar geografic, dicționar de literatură, dicționar de medicină) sau
- traducerile în una sau mai multe limbi (dicționar bilingv, dicționar multilingv).

## Format
Dicționarele se găsesc cel mai adesea sub formă de carte (tipărită), dar unele dicționare mai noi sunt și sub formă electronică, accesibile de pe computer pe baza instalării unui soft, sau dicționare online, accesibile prin internet.

## Istoria
Cele mai vechi dicționare cunoscute sunt tăblițele cu scriere cuneiformă de pe teritoriul Imperiului Akkadian, pe care erau gravate liste de cuvinte sumero-akkadiene. Aceste tăblițe au fost descoperite la Ebla (Siria modernă) și datează din jurul anului 2300 î.Hr.

Glosarul Urra=hubullu ce datează de la începutul mileniului al II-lea î.Hr. este versiunea canonică babiloniană a acestor vocabulare sumeriene bilingve. Erya, un dicționar chinez din secolul al III-lea î.Hr. (aprox.), a fost cel mai vechi dicționar monolingv care s-a păstrat. Deși unele surse susțin că Shizhoupian din jurul anului 800 î.Hr. ar fi de fapt un „dicționar”, știința modernă îl consideră pe acesta ca fiind un compendiu caligrafic de caractere chinezești gravate pe obiecte din bronz din timpul dinastiei Zhou. Filetas din Cos (sec. al IV-lea î.Hr.) a fost pionierul unui vocabular (Ἄτακτοι γλῶσσαι, Átaktoi glôssai), care explică sensurile unor cuvinte homerice rare și alți termeni literari, cuvinte din dialectele locale și termeni tehnici. Apollonius Sofistul (sec. I d.Hr.) a scris cel mai vechi lexicon homeric care s-a păstrat până în zilele noastre. Primul dicționar sanscrit, Amarakośa, a fost scris de Amara Sinha aproximativ în sec. al IV-lea d.Hr. Scris în versuri, acesta cuprindea în jur de 10.000 de cuvinte. Conform relatărilor din Nihon Shoki (Cronicile Japoniei), primul dicționar japonez a fost glosarul Niina din 682 d.Hr. cu caractere chinezești, care s-a pierdut de foarte mult timp. Cel mai vechi dicționar japonez existent, Tenrei Banshō Meigi – din jurul anului 835 d.Hr. – era tot un glosar scris cu caractere chinezești.
Dicționarele arabe au fost compilate între sec. al VII-lea și al XIV-lea d.Hr., organizând cuvintele în ordinea rimei (după ultima silabă), în ordinea alfabetică a radicalilor sau în ordinea alfabetică a primei litere (sistemul utilizat de dicționarele limbilor europene moderne).

Sistemul modern a fost utilizat în principal în cazul dicționarelor de specialitate, de ex. cele cu termeni din Coran și hadith, în timp ce majoritatea dicționarelor de uz general precum Lisan al-`Arab (sec. al XIII-lea – încă cel mai mare și mai cunoscut dicționar de limbă arabă) și al-Qamus al-Muhit (sec. al XIV-lea) cuprindeau cuvinte în ordinea alfabetică a radicalilor. Al-Qamus al-Muhit este primul dicționar accesibil în limba arabă, care include doar cuvinte și definițiile acestora, eliminând exemplele lămuritoare utilizate de dicționare precum Lisan al-`Arab și Oxford English Dictionary.
Cele mai vechi dicționare moderne europene au fost cele bilingve.

### Dicționare românești

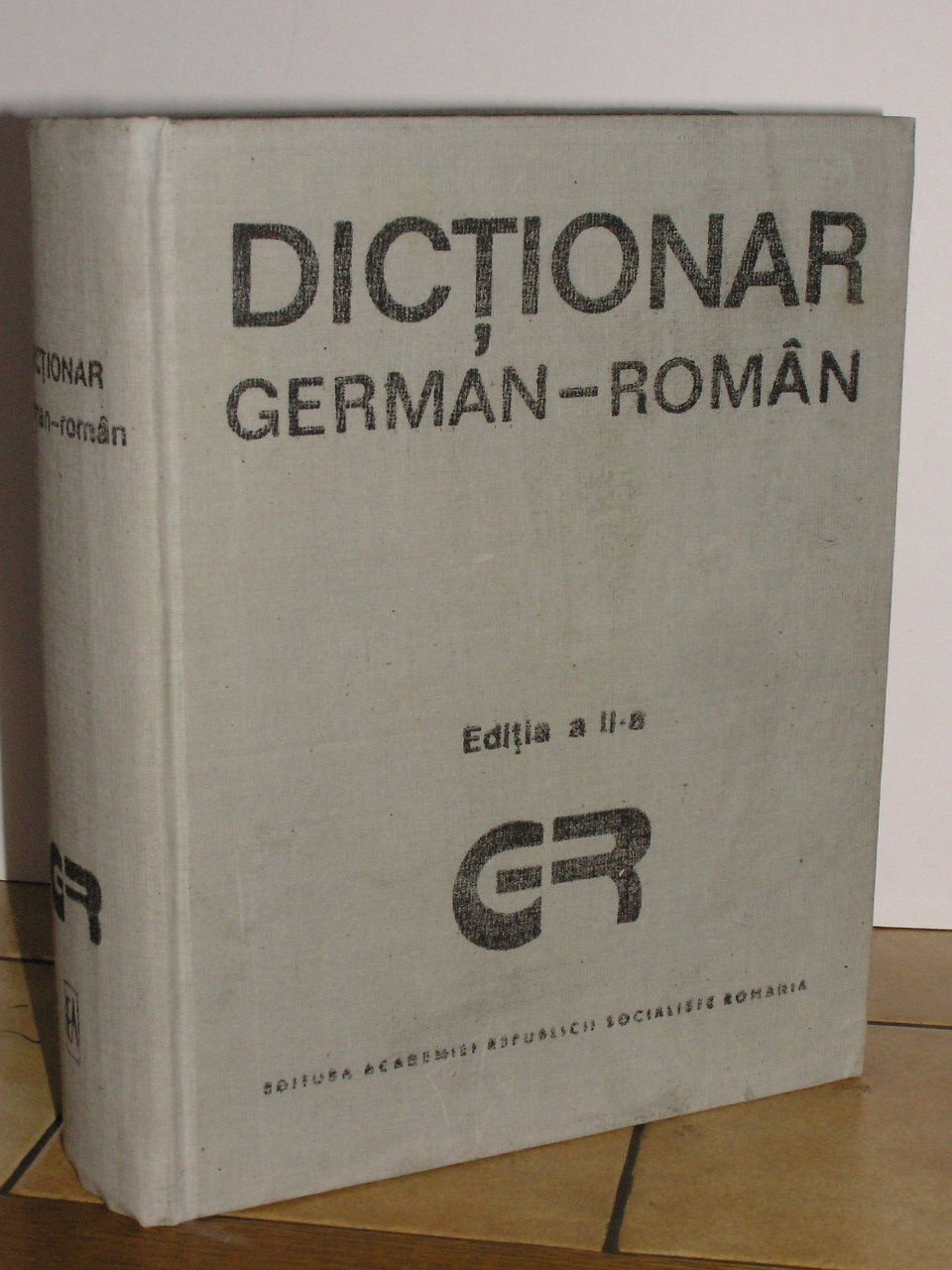
Dicționar, german - român, ediția a II-a, revăzută și îmbogățită de Academia Republicii Socialiste România și de Universitatea din București, Institutul de Lingvistică (din anul 1989, 1.184 de pagini). ISBN 973-27-0042-4

Primele dicționare românești, manuscrise, au fost glosare bilingve (slavo-române), dintre care cele mai vechi datează din sec. al XVI-lea. Cea dintâi lucrare lexicografică bilingvă cu limba de bază românească datează din jurul anului 1700; este un dicționar român-latin, redactat de un bănățean rămas necunoscut. Primul dicționar tipărit a fost tot bilingv, și anume dicționarul rus-român, alcătuit de Mihail Strilbițki (Iași, 1789). O lucrare lexicografică remarcabilă este Lexiconul românesc-nemțesc al lui Budai-Deleanu (1818), rămas în manuscris. Lucrarea se bazează pe un material extras din texte și cuprinde indicații de ordin gramatical, stilistic și etimologic. După Dicționarul românesc, latinesc și unguresc, în două volume, elaborat „din orânduiala” episcopului Ioan Bob de un autor încă neidentificat și tipărit la Cluj (1822-1823), urmează lucrarea considerată drept început al lexicografiei române moderne, Lexiconul de la Buda (1825), dicționar român-latin-maghiar-german. Academia Română și-a înscris în statut elaborarea unui dicționar al limbii române. Prima încercare în acest sens a fost Dicționarul limbii române al lui A.T. Laurian și I.C. Massim (3 vol., 1871-1877), lucrare care se caracterizează prin latinism exagerat. După eșecul acestei încercări, Academia a încredințat sarcina de a elabora dicționarul limbii române lui B.P. Hașdeu. Acesta concepe un dicționar de proporții vaste, cu un caracter etimologic, istoric, folcloric, dialectal și onomastic, intitulat Etymologicum Magnum Romaniae, din care au apărut numai trei volume (1886-1893), cuprinzând litera A și parte din B; conducerea lucrării a fost apoi încredințată lui Al. Philippide și, în sfârșit, lui S. Pușcariu. Acesta a publicat, între 1906 și 1944, literele A-C și F-L din Dicționarul limbii române, lucrare cu caracter istoric, etimologic, explicativ și normativ. Printre dicționarele limbii române lucrate în afara Academiei, mai importante sunt: Dictionnaire d’étymologie daco-romane al lui A. Cihac (2 vol., 1870, vol. 1; 1879, vol. 2), care constituie o replică dată exagerărilor latiniste; Nouveau dictionnaire roumain-français al lui Frédéric Damé (1893-1895), cel dintâi dicționar bilingv apărut la noi cu sensurile ilustrate prin citate din autori; Dicționarul universal al limbii române de Lazăr Șăineanu, apărut în 1896 și apoi în numeroase alte ediții; Rumänisch-Deutsches Wörterbuch (Dicționar român-german) al lui H. Tiktin (3 vol., 1895-1924), dicționar istoric și etimologic, bogat în explicații și citate ilustrative; Etymologisches Wörterbuch al lui S. Pușcariu (1905), dicționar etimologic al elementelor latine din limba română; Dicționarul etimologic al lui I.A. Candrea și O. Densusianu (1907-1914), cuprinzând elementele latine ale limbii române de la A la P; Dicționarul limbii române din trecut și de astăzi al lui I.A. Candrea (1931). 
În perioada 1948-1989, dicționarele românești au fost realizate de Academia Română, reorganizată și transformată în Academia Republicii Populare Române și, ulterior, în Academia Republicii Socialiste România.